# Romedio Graf von Thun-Hohenstein
Romedio Galeazzo Graf von Thun-Hohenstein (* 1952) ist ein deutscher  Militärhistoriker und Forstwirt.

## Leben
Graf Thun-Hohenstein studierte Geschichte und Philosophie an der Christian-Albrechts-Universität zu Kiel und der Ludwig-Maximilians-Universität München. Nachdem er 1980 bei Karl Dietrich Erdmann mit einer Biografie des Generalmajors Hans Oster im Fach Geschichte  promoviert worden war, lehrte er für vier Jahre an der privaten Wirtschaftsakademie Schleswig-Holstein. Er war wissenschaftlicher Mitarbeiter am Institut für Sicherheitspolitik in Kiel.
Seit 1984 ist er selbständiger Förster bei Fargau-Pratjau. Bis 1964 gehörte seinen Eltern Gut Salzau. Mit dem Weingut in  Zeltingen hat er den Namen gemein.
Verheiratet ist er mit Anna Katharina (geb. Pleister).

## Veröffentlichungen
- Das Holsteiner Pferd. Geschichte, Zucht, Leistung. Ahnert, Friedberg o. J. (ca. 1976), ISBN 3-921142-15-6.
- (Hrsg.) Wild und Jagd. Hoffmann und Campe, Hamburg 1977.
- Der Verschwörer. General Oster und die Militäropposition. Severin und Siedler, Berlin 1982, ISBN 3-88680-022-9.
- Unternehmen „Catapult“. War der Überraschungsangriff bei Oran ein schwerwiegender Fehler? In: Die Zeit. Nr. 28–6. Juli 1990, S. 45 f.
- Generalfeldmarschall Erwin von Witzleben: Leben und Wirken eines deutschen Offiziers im Widerstand. In: Militärgeschichte. Heft 4/2007, S. 14.
- General der Infanterie Friedrich Olbricht. In: Der Panzergrenadier. Heft 25, Juni 2009.